# A.M. (Wilco)
A.M. è il primo album discografico della band alternative rock di Chicago Wilco, pubblicato nel 1995.

## Il disco
Il disco è stato pubblicato poche settimane dopo la scissione del gruppo Uncle Tupelo, predecessore dei Wilco che ha tenuto l'ultimo concerto il 1º maggio 1994. Si tratta, inoltre, dell'unica registrazione in studio a cui partecipa Brian Henneman (The Bottle Rockets) come chitarrista principale.
L'album è stato prodotto dai Wilco con Brian Paulson, mixato dallo stesso Paulson con Richard Dodd e masterizzato da Howie Weinberg.

## Tracce
Tutti i testi sono scritti da Jeff Tweedy, tranne ove indicato.
1. I Must Be High – 2:59
2. Casino Queen – 2:45
3. Box Full of Letters – 3:05
4. Shouldn't Be Ashamed – 3:28
5. Pick Up the Change – 2:56
6. I Thought I Held You – 3:49
7. That's Not the Issue – 3:19
8. It's Just That Simple (John Stirratt) – 3:45
9. Should've Been in Love – 3:36
10. Passenger Side – 3:33
11. Dash 7 – 3:29
12. Blue Eyed Soul – 4:05
13. Too Far Apart – 3:44

## Formazione
- Jeff Tweedy - voce, chitarre
- John Stirratt - basso, piano, organo, cori, chitarra acustica, voce (in It's Just That Simple)
- Ken Coomer - batteria, cori
- Max Johnston - dobro, violino, mandolino, banjo, cori
- Brian Henneman - chitarra, cori
- Daniel Corrigan - cori
- Lloyd Maines - pedal steel guitar
- Wilco, Brian Henneman, Daniel Corrigan - battimani, rumori